# Blackwater Township (Missouri)
Blackwater Township est un township du comté de Cooper dans le Missouri, aux États-Unis,.
Il est baptisé en référence à la rivière Blackwater (en).

## Source de la traduction
- (en) Cet article est partiellement ou en totalité issu de l’article de Wikipédia en anglais intitulé « Blackwater Township, Cooper County, Missouri » (voir la liste des auteurs).